# Vrba (Jagodina)
Vrba (em cirílico: Врба) é uma vila da Sérvia localizada na cidade de Jagodina, pertencente ao distrito de Pomoravlje, na região de Šumadija, Belica. A sua população era de 204 habitantes segundo o censo de 2011.

## Demografia
| 1948 | 1953 | 1961 | 1971 | 1981 | 1991 | 2002 | 2011 |
| ---- | ---- | ---- | ---- | ---- | ---- | ---- | ---- |
| 480  | 495  | 489  | 427  | 375  | 293  | 264  | 204  |